# Hidetoki Takahashi
Hidetoki Takahashi (jap. 高橋 英辰, Takahashi Hidetoki; * 11. April 1916 in der Präfektur Fukushima; † 5. Februar 2000 in Tokio) war ein japanischer Fußballspieler und -trainer.

## Karriere
Takahashi spielte in der Jugend für die Waseda-Universität. Er gewann im Jahr 1938 mit Waseda-Universität den Kaiserpokal. Er begann seine karriere bei Hitachi (heute: Kashiwa Reysol). Er spielte dort von 1941 bis 1958.
1957 betreute er die Japanische Fußballnationalmannschaft. 1959 betreute er die U-20-Japanische Fußballnationalmannschaft bei den U-19-Fußball-Asienmeisterschaft 1959. Bei den Weltmeisterschaften 1962/Qualifikation und Asienspiele 1962 fungierte Takahashi als Trainer der japanischen Auswahl.
Am 5. Februar 2000 starb er an Lungenentzündung in Tokio im Alter von 83 Jahren. 2009 wurde er in die Japan Football Hall of Fame aufgenommen.